# Le Casse-pieds
 (juin 2023).
Si vous disposez d'ouvrages ou d'articles de référence ou si vous connaissez des sites web de qualité traitant du thème abordé ici, merci de compléter l'article en donnant les références utiles à sa vérifiabilité et en les liant à la section « Notes et références ».
Cet article possède un paronyme, voir Casse-pieds (homonymie).
Le Casse-pieds (Il seccatore) est une nouvelle de Dino Buzzati, incluse dans le recueil Le K paru en 1966.

## Résumé
Un escroc tente de recevoir des dons financiers en s'inventant de fausses histoires afin que ses interlocuteurs le paient.